# نیک فیزاکس
نیک فیزاکس (انگلیسی: Nick Fazekas؛ زادهٔ ۱۷ ژوئن ۱۹۸۵) بازیکن بسکتبال اهل ایالات متحده آمریکا است.
از باشگاه‌هایی که در آن بازی کرده‌است می‌توان به لس آنجلس کلیپرز و دالاس ماوریکس اشاره کرد.